# العرب قبل الإسلام
العرب قبل الإسلام مصطلحٌ يُعبِّرُ عن أحوال العرب السياسية والاقتصادية والثقافية والاجتماعية في شبه الجزيرة العربية والمناطق التي سكنها العربُ قديمًا قبل انتشار الإسلام، وتقع هذه المناطق جغرافيًّا ضمن ما يُعرف باسم الصفيحة العربية. وقد بدأت الدراسات عن تاريخ العرب القديم وشبه الجزيرة العربية بشكلٍ عامّ في العصر الحديث، تحديدًا في القرن التاسع عشر؛ حيث أبدى المستشرقون اهتمامًا كبيرًا بدراسة هذا المجال[بحاجة لمصدر]، فقد تمكنوا من ترجمةِ ونشرِ عددٍ كبيرٍ من النقوش المكتشفة، وكذلك صياغةُ التاريخ بشكل علميّ، معتمدين في ذلك على المصادر الأوليّة القديمة التي أشارت إلى حياة العرب في تلك الأزمنة.

## العرق السامي
تشير الأبحاث إلى أن شعب الجزيرة العربية كان على هيئة جماعات منظمة تحترف الزراعة والرعي والصيد، وذلك حتى منتصف العصر الهيليوسيني (9,000-2,500 ق.م)، وشّكل ذلك الشعب «العرق السامي» الذي تعرض لدراساتٍ تحدد معالمه وثقافته. وقد أظهرت الشعوب السامية احتفاظها بالكثير من الخصائص الدينية واللغوية المشتركة؛ منها مصطلحات إدارية متنوعة، كـ«ملك»؛ حيث تدل هذه الكلمة على أن العرب كان لهم تنظيم سياسيٌ موحد، أو على الأقل تنظيمات منحدرة من أصل سياسيٌ مشترك لا يبعد كثيرًا عن فترات التدوين التاريخي، (حوالي 3500 ق.م)، ولكن الاتساع الجغرافي للجزيرة العربية، وطبيعة توزع موارد المياه كانت - بعكس مصر مثلًا - سببًا في صعوبة استمرار الكيان السامي تحت حكومة موحدة. وتقول بعض الدراسات في «علم الوراثة الجينية» إن الجد الأقرب المشترك بين الساميين قد عاش في حوالي (6400) ق.م، وهناك دراسات لإعادة تشكيل الـ«لغة السامية الأم»، وبحسب بعض الدراسات فإن اللغة العربية هي أكثر اللغات السامية احتفاظا بخصائص اللغة السامية الأم، لكن التغيرات المناخية العالمية في أواخر عصر الهيليوسين، والتي ظهر أثرها في (4300 ق.م)؛ حيث بدأت الأمطار تقل في الجزيرة العربية وأخذت الأنهار تجف، تسببت في اتجاه سكان الجزيرة العربية تدريجيا إلى الشمال فيما عرف بـ«الهجرات السامية» إلى حيث الوفرة المائية من الأنهار كدجلة والفرات. ويقول بعض العلماء إن الجزيرة العربية قبل ذلك كانت أكثر إغراء للعيش فيها من العراق أو الشام؛ حيث يلاحظ العلماء أن فترة نهاية المستوطنات في الجزيرة العربية مثل مستوطنات "ثقافة العبيد" كانت مترافقة مع ظهور المستوطنات في بلاد ما بين النهرين، وذلك في أواخر فترات ما قبل التاريخ.[بحاجة لمصدر]

### العرب
بعد نشوء الهجرات السامية اتخذت كل جماعة من المهاجرين اسما تسمت به، وأول ظهور تاريخي لكلمة «عرب» كان في «معركة قرقر»، في سنة (853 ق.م)، وقد أطلق هذا الاسم في البداية على سكان شمال الجزيرة العربية، وكان مقترنا أكثر ما يكون بالقيداريين، ثم توالى ذكر العرب في النصوص التاريخية بعد ذلك بشكل متسارع حتى شملت كلمة «عرب» كل سكان الجزيرة العربية حتى الجنوب، ولم يعد مقتصرا على سكان الشمال. وقد قسم المؤرخون المسلمون أصول العرب إلى ثلاث طبقات، وهم: العرب العاربة والعرب المستعربة والعرب البائدة؛ تلك التقسيمات، بالإضافة إلى تسمية «عدنانيين» و«قحطانيين» لم تكن موجودة قبل الإسلام ولم يعرفها الأدب الجاهلي، وإنما وجدت بعد ظهور الإسلام، وتحديدا في الفترة الأموية؛ حيث أصبح اليمانيون أو «عرب الجنوب»، كما يسميهم المستشرقون، من جهة وعرب باقي الجزيرة العربية «الشماليون»، بحسب المستشرقين، من جهة أخرى يتبارَون في المفاخر، وكل فئة تنسب أصل العروبة لنفسها؛ فاليمانيون يقولون منَّا يعرب ونحن أصل العرب، والشماليون يقولون نحن فقط بنو إسماعيل أبي العرب وأنتم لستم منه. والمعروف أن العرب جميعا من ولد إسماعيل بن إبراهيم[بحاجة لمصدر] النبي. وتشير المصادر التاريخية القديمة أن العرب عرفوا باسم «الإسماعيليين»[بحاجة لمصدر] حتى فترات قريبة قبل الإسلام، وتذكر الكتب السماوية قصة البشارة؛ حيث نجد أن الله قد وعد نبيه إبراهيم الخليل بأنه سيكون من أعقاب إسماعيل أمة كبيرة، ويذكر في سيرة الخليل إبراهيم أنهم لما بلغوا بئر السبع في فلسطين صلى على ابنه الأكبر إسماعيل، وأمته من العرب. وقد ورد في القرآن الكريم استجابة الله لإبراهيم، عندما دعا ربه قائلا: ﴿رَبَّنَا إِنِّي أَسْكَنْتُ مِنْ ذُرِّيَّتِي بِوَادٍ غَيْرِ ذِي زَرْعٍ عِنْدَ بَيْتِكَ الْمُحَرَّمِ رَبَّنَا لِيُقِيمُوا الصَّلَاةَ فَاجْعَلْ أَفْئِدَةً مِنَ النَّاسِ تَهْوِي إِلَيْهِمْ وَارْزُقْهُمْ مِنَ الثَّمَرَاتِ لَعَلَّهُمْ يَشْكُرُونَ ۝٣٧﴾ [إبراهيم:37]، وجاء في التوراة: «وأما إسماعيل قد سمعت لك فيه، هأنذا أباركه وأثمره وأكثره كثيرا جدا. اثني عشر رئيسا يلد. وأجعله أمة كبيرة». أما «العرب البائدة» فهم الأقوام القديمة التي لم يبق لها ذكر، وهنا بعض أمثلة الشعوب العربية التي ذكرت في المصادر القديمة ثم اختفت: (العماليق، ثمود، القيداريون، مديانيون[ ؟ ]، دادانيون). وظهر من الجزيرة العربية الهكسوس الذين نزحوا من الشمال واستولوا على الدلتا في شمال مصر في الألفية الثانية ق.م.
لم يرد ذكر لإسماعيل في أية كتابة قديمة، ولاتوجد دلائل أن العرب قبل الإسلام كانوا يعرفونه[بحاجة لمصدر]؛ فكلمة «عربي» في كل النصوص القديمة تعني البدوي، سواء أكان في الجزيرة العربية أم كان في صحراء مصر، وهي المكان الذي ذكر التوراة أن إسماعيل وأمه المصرية نزلوا بها. أما اليمنيون فلم يعرفوه البتة، وكانوا يعتقدون أنهم أبناء آلهتهم.

### بلاد العرب
بلاد العرب التاريخية تمتد من الجزيرة العربية جنوبًا حتى الأناضول شمالًا، ويحدد بلينوس (القرن الأول الميلادي) حدودها الشمالية بجبال الأمانوس (في لواء الإسكندرونة) من الجهة اليسرى ومن الجهة اليمنى منطقة الرها في تركيا اليوم والتي تقع في «المنطقة العربية»، بحسب المؤرخين اليونان والرومان[ ؟ ]؛ هناك أسس العرب مملكة الرها في القرن الثاني للميلاد، ووجود الشعوب العربية في تلك المنطقة يرجع لأقدم من ذلك بكثير، وآخر من هاجر إلى هناك هم «بنو شيبان» من بكر بن وائل بعد حرب البسوس وكانوا تابعين للمناذرة، واليوم فمعظم عرب الرها هم من «عرب المحلمية» الشيبانيين وبعض عرب محافظة ديار بكر التركية والتي لاتزال تحتفظ باسمها القديم، ومن الغرب تواجد العرب في منطقة الأهواز، وعموما يغلب على مناطق جنوب ووسط الجزيرة الفراتية وجنوب الشام العنصر العربي، فيما عدا المناطق الجبلية الساحلية وأقصى شمال الجزيرة الفراتية؛ حيث يخالطهم فيها أقوام ساميون آخرون. قسمت هذه المناطق في العهد العباسي إلى ديار بكر وديار مضر وديار ربيعة.
وتعد شبه الجزيرة العربية -تسمى كذلك شبه القارة العربية- هي أكبر جزء من بلاد العرب، وتقسم كالتالي:
عند اليونان والرومان
- قسم جغرافيو اليونان الجزيرة العربية إلى ثلاثة أقاليم رئيسية، وهي:
- العربية البترائية: تقع شمال غرب الجزيرة في جنوب الشام وصولا إلى حوران، وعاصمتها بصرى.
- العربية السعيدة: تقع جنوب الجزيرة العربية، وتضم اليمن وأجزاءً من عمان والسعودية.
- العربية الصحراوية: تضم بقية شبه الجزيرة العربية، خصوصًا نجد.

أما الساحل الشرقي للجزيرة العربية فليس جبليًّا ولا صحراويًّا، ويتكون من سهول منبسطة قليلة التضاريس، وينحدر حتى يصل إلى الخليج العربي.
عند المؤرخين المسلمين
- الحجاز: الجزء الغربي من شبه الجزيرة العربية.
- نجد: هضبة واسعة في وسط شبة الجزيرة العربية.
- البحرين: الجزء الشرقي من شبه الجزيرة العربية، ويمتد من عمان إلى البصرة شمالًا.
- اليمن: الجنوب الغربي من شبه الجزيرة العربية، جنوبَ تهامة.
- حضرموت: ما بين رمال الأحقاف شمالا والبحر العربي جنوبا، وما بين عين بامعبد غربا وظفار[ ؟ ] شرقا.
- تهامة: السهل الساحلي المحاذي للبحر الأحمر.

#### شرق الجزيرة العربية

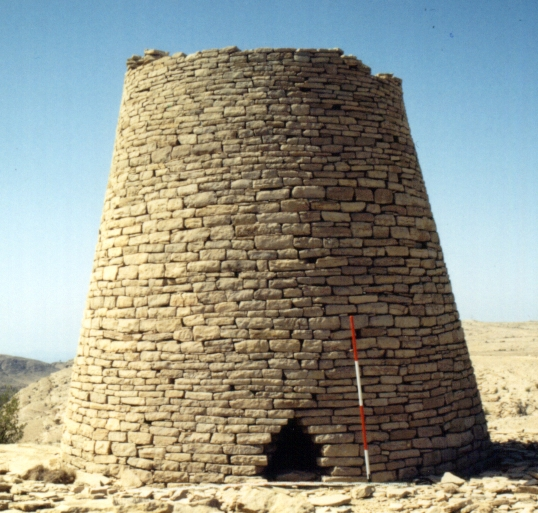
قبر في منطقة شير، فترة أم النار.

أهم الفترات التاريخية في شرق الجزيرة العربية:
- مستوطنة الصبية (5500 ق.م)
- فترة العبيد (5000-3800 ق.م): (عين قناص في الهفوف والدوسرية ورأس الزور وأبو خميس بالجبيل[ ؟ ] وبالقرب من الجزيرة الحمراء).
- فترة حفيت (3200-2600 ق.م)
- فترة أم النار (2600-2000 ق.م): (مستوطنة هيلي)
- فترة دلمون (2200-1600 ق.م)
- فترة وادي سوق (2000-1600 ق.م)
- العصر الحديدي (1250-300 ق.م)
- المدمن (غرب مدينة زبيد[ ؟ ]) 2500-1800 ق.م.[7]

شمال شرق الجزيرة العربية
هجر[ ؟ ]
يرى العلماء أن «ريموم» الذي حكم البحرين في حوالي 1750 ق.م كان أصله، وبحسب النقش، من «[هـ]جرم»، التي هي مدينة «هجر» (الإحساء اليوم)؛ تحدثت المؤلفات اليونانية عن مدينة ذات ثراء فاحش، هي مدينة دعوها جرهاء؛ أدواتهم المنزلية من الذهب والفضة، وجدرانها وسقوفها مرصعة بالأحجار الكريمة والعاج وموشاة بالذهب والفضة، وتجارتهم برية وبحرية؛ البحرية تصل الهند والصين وفارس، والبرية تنقل السلع إلى الشام (سورية الرومانية)، وتسير مراكبهم حتى تبلغ بابل، ومن هناك تكمل الطريق في الفرات، ثم يتم تحميلها في قوافل لتنتشر البضائع إلى كل مناطق البلد. يرى بعض العلماء أن جرهاء هي النطاق الهلنستي لـ«هجر»؛ فمن حوالي 220 ق.م قامت مملكة في الأحساء عرف ملوكها ب«ملوك هجر»، ومعلوماتنا عنهم ناتجة عن دراسة لعملاتهم التي نقشت عليها أسماؤهم بخط المسند[ ؟ ]، وقد اعتنق بعض سكان شرق الجزيرة العربية المسيحية، وعين لهم أساقفة في أربع أسقفيات؛ هي: أسقفية هجر وأسقفية دارين وأسقفية سماهيج وأسقفية مازون.
| الترتيب | الحـــاكــم                           | فترة الحكم (ق.م) |
| ------- | ------------------------------------- | ---------------- |
| 1       | ابياثا                                | 220-200          |
| 2       | غير معروف                             | 200-190          |
| 3       | حارثة                                 | 190-170          |
| 4       | غير معروف (قد يكون تالبوش والد أبئيل) | 170-160          |
| 5       | ابئيل                                 | 160-140          |

دلمون
هي مملكة عاصمتها جزيرة البحرين، وضمت جزيرة فيلكا وأجزاءً من شرق الجزيرة العربية.
جنوب شرق الجزيرة العربية
ازدهرت عدة مواقع في الساحل الجنوبي الشرقي من الجزيرة العربية؛ منها ملوخا ومجان[ ؟ ]، وكان لها نشاط تجاري بحري مع بلاد الرافدين، وقد تم اكتشاف عدة مستوطنات تعود لعصور قديمة؛ منها مستوطنات: هيلي، الدور، تل ابرق، مليحة، مويلح، الرميلة.
ومن مشاهير شرق الجزيرة العربية: إسحق النينوي

#### غرب الجزيرة العربية
ذكرت السجلات القديمة ازدهار واحات شمال غرب الجزيرة العربية، وخاصةً تيماء[ ؟ ] ودومة الجندل، ثم حكم المعينيون غرب الجزيرة العربية حكما تشاركيا مع أهلها، ثم حكم الديدانيون وبعدهم قامت مملكة لحيان:
| الترتيب                          | الإسم                                | ملاحظات                              | الحكم                                |
| -------------------------------- | ------------------------------------ | ------------------------------------ | ------------------------------------ |
| لحيان الأولى                     |                                      |                                      |                                      |
| 1                                | شهرو                                 |                                      | 320-305 ق.م                          |
| 2                                | هنأس بن شهرو                         |                                      | 305-290 ق.م                          |
| 3                                | ماني بن لوذان                        |                                      | 290-250 ق.م                          |
| 4                                | هماتو جشمو بن لوذان                  |                                      | 250-240 ق.م                          |
| 5                                | تولمي الأول                          |                                      | 240-225 ق.م                          |
| 6                                | هنأس بن تولمي                        |                                      | 225-215 ق.م                          |
| 7                                | تولمي بن هنأس الثاني                 |                                      | 215-190 ق.م                          |
| 8                                | عبدان هنأس الثالث                    |                                      | 190-180 ق.م                          |
| -                                | سيطرة المعينيين                      |                                      | 180-120 ق.م                          |
| 9                                | مسعودو                               |                                      | 120-100 ق.م                          |
| -                                | سيطرة الأنباط                        |                                      | 100 ق.م-109 م                        |
| لحيان الثانية (بعد سقوط الأنباط) |                                      |                                      |                                      |
| 10                               | تيمي                                 | تيمي                                 | تيمي                                 |
| 11                               | تامني بن تيمي                        | تامني بن تيمي                        | تامني بن تيمي                        |
| 12                               | تارتلو الملقب بـ " سكيوبس "          | تارتلو الملقب بـ " سكيوبس "          | تارتلو الملقب بـ " سكيوبس "          |
| 13                               | عبدنان                               | عبدنان                               | عبدنان                               |
| 14                               | صلحان                                | صلحان                                | صلحان                                |
| 15                               | فضج                                  | فضج                                  | فضج                                  |
| 16                               | عمدان                                | عمدان                                | عمدان                                |
| 17                               | شهر بن عاسفان                        | شهر بن عاسفان                        | شهر بن عاسفان                        |
| 18                               | عدنان، وهو آخر ملك حكم في حوالي 355م | عدنان، وهو آخر ملك حكم في حوالي 355م | عدنان، وهو آخر ملك حكم في حوالي 355م |
ومن مشاهير غرب الجزيرة «شمعون التيماني»؛ أحد كتبة التلمود.

#### وسط وشمال الجزيرة العربية
قامت في جنوب نجد مملكة كندة، وكذلك قامت في وسط وشمال الجزيرة العربية مملكة قيدار، وقيدار هو ابن إسماعيل، وامتد حكم القيداريين حتى فلسطين وسيناء.
من مشاهير وسط وشمال الجزيرة العربية حاتم الطائي.

#### جنوب الجزيرة العربية
ذكر المؤرخون الكبار؛ مثل هيرودوتس وسترابو وبلينيوس في آثارهم المدونة أن أرض العرب الجنوبية كانت من أعمر الأراضي في الدنيا، ولقد كانت هذه التربة الغنية بما حصل لها من وسائل الري الفنية سببا للرفاه والسعادة ورغد العيش؛ فلقد أقيمت السدود المحكمة القوية على جوانب القنوات والبحيرات للسيطرة على المياه وضبطها وتوجيهها، ومن ذلك خزان الماء الشهير الضخم الذي شيد في مساحة من الأرض؛ مقدارها ثمانية عشر ميلًا مربعًا عرضًا، ومائة وعشرون قدمًا عرضًا، يضاف إلى ذلك الأحواض والعيون والمنابع المنحدرة من رؤوس الجبال. فلقد نظمت مصباتها تنظيمًا دقيقًا في قنوات زراعية مقدرة تقديرًا كاملًا فلا ينهدر من مياهها شيء. وقد كانت الخضرة والربيع والثمار متوفرة في كل فصول السنة، حتى إن الأشجار المتدلية القطوفِ كانت تظلل بأغصانها وأوراقها رؤوس الفرسان وهم على ظهور خيولهم في محراب أخاذ فاتن من اخضرار البساتين الممتدة إلى الأفق.

#### الشام والجزيرة
تتواصل بلاد العرب من شبه الجزيرة العربية جنوبا وتستمر في الجزيرة الفراتية حتى حدود أنطاكية شمالا، وكان يغلب على سكان الشام الأصول العربية. حافظ العرب على أسمائهم العربية وآلهتهم التي استعملوها في مواضع سكناهم، ومع ذلك فقد تأثروا باللغات الموجودة في تلك المنطقة؛ حيث أتقنوا تلك اللغات إلى جانب اللغة العربية. تعد هذه المدن هي أمهات المدن العربية في الشام: الرها، تدمر، الرستن، الجابية، الرصافة[ ؟ ]، وحمص التي حكمتها سلالة «شمسيغرام»، التي منها: جوليا دومنا ويوليا ميزا اللتان أنجبتا الإمبراطورين كاراكلا وغيتا، ومنهم كذلك الإمبراطوران إيل جبل وألكسندر سيفيروس. وفي العصر الروماني ضُمت مملكة الأنباط تحت اسم المقاطعة العربية، (ومنها الإمبراطور فيليب العربي)، وضُمت مملكة الرها تحت اسم مقاطعة الرها، وضمت بلاد اليطوريين تحت اسم مقاطعة يطور.
ومن مشاهير الشام: صفرونيوس.
- قائمة ملوك الغساسنة:

| الترتيب | الحـــاكــم       | فترة الحكم |  | الترتيب | الحـــاكــم               | فترة الحكم |  | الترتيب | الحـــاكــم               | فترة الحكم |  | الترتيب | الحـــاكــم              | فترة الحكم |
| ------- | ----------------- | ---------- |  | ------- | ------------------------- | ---------- |  | ------- | ------------------------- | ---------- |  | ------- | ------------------------ | ---------- |
| 1       | جفنة بن عمرو      | 220-265    |  | 2       | عمرو بن جفنة              | 265-270    |  | 3       | ثعلبة بن عمرو             | 270-287    |  | 4       | الحارث بن ثعلبة          | 287-307    |
| 5       | جبلة بن الحارث    | 307-317    |  | 6       | الحارث بن جبلة            | 317-327    |  | 7       | المنذر بن الحارث          | 327-330    |  | 8       | الأيهم بن الحارث         | 327-330    |
| 9       | المنذر الأصغر     | 327-340    |  | 10      | النعمان بن الحارث         | 327-342    |  | 11      | عمرو بن الحارث            | 330-356    |  | 12      | جبلة بن الحارث           | 327-361    |
| 13      | جفنة بن المنذر    | 361-391    |  | 14      | النعمان بن المنذر         | 361-462    |  | 15      | النعمان بن عمرو بن المنذر | 391-418    |  | 16      | جبلة بن النعمان          | 418-434    |
| 17      | النعمان بن الأيهم | 434-455    |  | 18      | الحارث بن الأيهم, و...    | 434-456    |  | 19      | النعمان بن الحارث         | 434-453    |  | 20      | المنذر بن النعمان, مع... | 453-472    |
| 21      | عمرو بن النعمان   | 453-486    |  | 22      | حجر بن النعمان            | 453-486    |  | 23      | الحارث بن حجر             | 486-512    |  | 24      | جبلة بن الحارث           | 512-529    |
| 25      | الحارث بن جبلة    | 529-569    |  | 26      | المنذر بن الحارث          | 569-581    |  | 27      | أبو كرب النعمان بن الحارث | 618-633    |  | 28      | النعمان بن المنذر        | 582-583    |
| 29      | الحارث بن الحارث  | 583        |  | 30      | النعمان بن الحارث أبو كرب | 583-?      |  | 31      | الأيهم بن جبلة            | ?-614      |  | 32      | المنذر بن جبلة           | 614-?      |
| 33      | شراحيل بن جبلة    | ?-618      |  | 34      | عمرو بن جبلة              | 618-628    |  | 35      | جبلة بن الحارث            | 628-632    |  | 36      | جبلة بن الايهم           | 632-638    |

#### العراق
وجد في العراق عدة ممالك عربية؛ هي: مملكة ميسان ومملكة الحضر ودولة المناذرة.
- من مشاهير العراق: مار يشوعياب الأرزوني.
- قائمة ملوك المناذرة:

| الترتيب | الحـــاكــم                           | فترة الحكم |
| ------- | ------------------------------------- | ---------- |
| 1       | عمرو بن عدي                           | 268 - 295  |
| 2       | امرؤ القيس بن عمرو                    | 295 - 328  |
| 3       | عمرو بن امرؤ القيس                    | 328 - 363  |
| 4       | أوس بن قلام                           | 363 - 368  |
| 5       | امرؤ القيس بن عمرو                    | 368 - 390  |
| 6       | النعمان بن امرؤ القيس                 | 390 - 418  |
| 7       | المنذر بن النعمان                     | 418 - 462  |
| 8       | الأسود بن المنذر                      | 462 - 490  |
| 9       | المنذر بن المنذر                      | 490 - 497  |
| 10      | النعمان بن الأسود                     | 497 - 503  |
| 11      | أبو يعفر بن علقمة                     | 503 - 507  |
| 12      | امرؤ القيس بن النعمان                 | 507 - 514  |
| 13      | المنذر بن امرؤ القيس                  | 514 - 554  |
| 14      | عمرو بن المنذر, الملقب بالمحرق الثاني | 554 - 569  |
| 15      | قابوس بن المنذر                       | 569 - 577  |
| 16      | فـيـشـهـرت                            | 577 - 578  |
| 17      | المنذر بن المنذر                      | 578 - 582  |
| 18      | النعمان بن المنذر, الملقب بأبو قابوس  | 582 - 609  |
| 19      | إياس بن قبيصة                         | 609 - 618  |
| 20      | زاديه                                 | 618 - 633  |
| 21      | المنذر بن النعمان بن المنذر           | 633        |

## الحالة الاجتماعية
كان النسب هو العامل الفاصل في مكانة الفرد؛ فمن ولد في عشيرة كثيرة الأنفس ومنها أعيان المدينة فهو «عزيز» و«منيع» في تعبير ذلك الزمن، ويعني في المصطلحات الحديثة مواطن لدولة قوية، أما من كان من عشيرة صغيرة وليس لها أعيان متبعون وفيهم المشورة فهو «حر» وليس عزيزا، فلا يتجرأ على من ينتمي إلى العشائر الأقوى وإلا تعرض لأشد العقوبات من تلك العشيرة، ولا تستطيع عشيرته حمايته، وإلا تعرضت هي الأخرى لما تكره. أما الأحلاف، وهم بتعبير اليوم «الوافدون»، فكانت مكانتهم أقل من الأحرار؛ فهم إما خلعاء من عشائرهم الأصلية، أو قدموا للإقامة لأسباب أخرى، فكانوا يربطون أنفسهم مع من نزلوا عنده، فكان بمنزلة «الكفيل» اليوم، فكان يقال فلان مولى فلان، وهم في حماية أحد الأفراد في عشيرة تلك المدينة، أما العبيد فمكانتهم منحطة لا حقوق لهم، ويتم استغلالهم للعمل في الأمور التي يأنف منها أصحاب النسب. وحين يكبر المجتمع العربي فإنه يحتاج لنظام للمشورة، وقد تجلى ذلك في برلمانات الجاهلية.

### مكانة المرأة

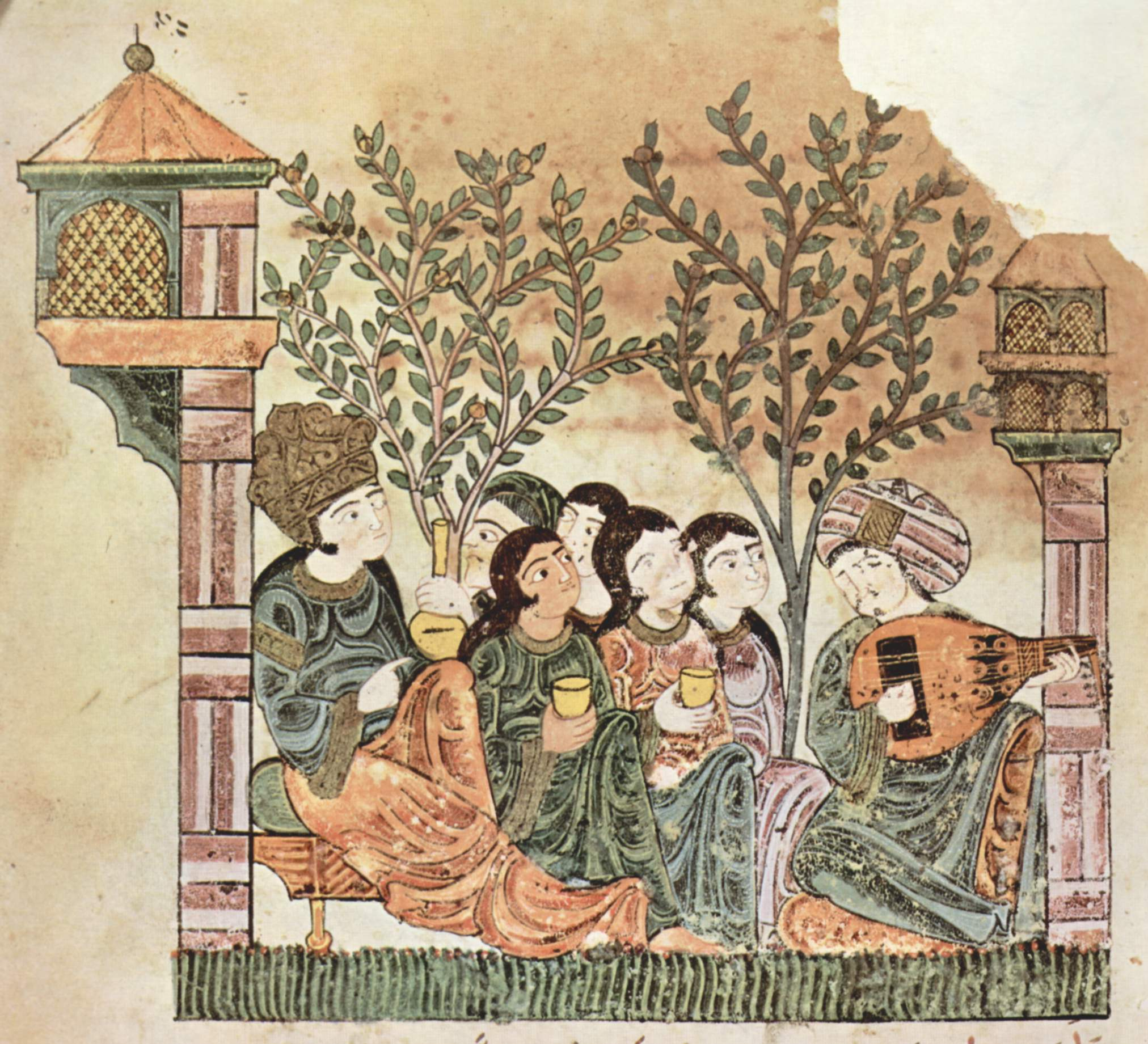
صورة من مخطوطة حديث بياض ورياض تبين الغزل العفيف.

كان اهتمام العرب قبل الإسلام بالمرأة استثنائيا بين الأمم؛ فاهتموا بحفظ كرامتها وسترها، فكان للنساء خدر في المسكن، ويوفر لهن السِّجْف، وهو الساتر لهن، لأجل حريتهن وخصوصيتهن، وفي الخارج كانت النساء يلبسن ما يسترهن، ويركبن في الخدر (الهودج) عند السفر لكي لا يطلع عليهن الغرباء. وكان من النساء قبل الإسلام الطبيبة كأشفاء بنت عمرو وسيدة الأعمال كخديجة بنت خويلد، ووصلت المرأة إلى مراتب عليا كما هو حال بلقيس ملكة سبأ، وزنوبيا ملكة تدمر، وزبيبة وشمسي ملكتي قيدار، ومناصب كبيرة، خاصةً عند الأنباط.
ولم يقتصر دورها في الحياة الاجتماعية؛ فقد كان لها دور في صلب الحياة السياسية، وحتى في مجال العلاقات القبلية؛ فكثيرًا ما كانت النساء تشارك في حل النـزاع بين القبائل، أو تأجيج الخلافات وإشعال الحروب، كما فعلت البسوس في الحرب التي سميت على اسمها، وهند بنت عتبة في معركة أُحُد، ولكن مشاركة المرأة السياسية عموما كانت من وراء ستار، الأمر الذي جعل مشاركتها هامشية حينا ومستترة أحيانا أخرى، أو غير مدونة أو لم يأتِ على ذكرها أحد؛ فالتي أسعفها الحظ وبرزت دخلت بوابة التاريخ وذُكرت في سجلاته، والتي لم يسعفها الحظ طواها النسيان.
وقد سجلت لنا المصادر التاريخية نساء كثيرات بنَيْنَ لأنفسهن قصص نجاح مميزة، أو تميَّزن بشخصية قوية أو برجاحة العقل؛ فزرقاء اليمامة مثلًا كانت تستشرف بذكائها ما وراء الأفق، وجهيزة قطعت ببلاغتها قول كل خطيب، وخديجة بنت خويلد كانت تجارتها تعادل ثلث تجارة مكة بأكملها، وفيلة الأنمارية كانت تاجرة مهمة تبيع وتشتري بنفسها، وخالدة بنت عبد مناف، وصحر بنت النعمان (أو بنت لقمان) اشتهرتا بالحكمة والذكاء والكمال، وكانت العرب تتحاكم عندهن في المشاجرات والأنساب، وهنالك خولة بنت الأزور الفارسة الشجاعة، والخنساء الشاعرة المخضرمة. وبالإجمال يمكن القول بأن وضع المرأة لم يكن بالصورة السيئة التي يحاول البعض رسمها، ولم تكن شخصيتها مستلبة تماما؛ فمثلا كانت المرأة تتمتع بحرية اختيار زوجها، وأن تشترط على زوجها أن تملك أمرها وألا يتزوج عليها. وما تسميه بعض القبائل بأسماء الأمهات كمزينة وبجيلة وباهلة، إلا دليل على المكانة الرفيعة للمرأة في ذلك الزمان.

### السجايا العربية
عرفت الأمم الأخرى عن العرب صفاتٍ كثيرةً؛ كانت هذه الفضائل والأخلاق الحميدة رصيدا ضخما في نفوس العرب، فجاء الإسلام فنماها وقواها، ووجهها وجهة الخير والحق، فلا عجب إذا كانوا انطلقوا من الصحاري كما تنطلق الملائكة الأطهار؛ فتحوا الأرض، وملؤوها إيمانا وعدلا بعد أن ملئت كفرا وجورا، ونشروا فيها الخير والفضائل بعد أن عمتها الرذائل وطفحت شرا.
هذه بعض أخلاق المجتمع الذي تنتشر فيه الفضيلة فبذلك يكون مؤهلا لحمل الرسالة الإسلامية، وإنما اختير من هذه البيئة البكر؛ لأن الأقوام الأخرى، وإن كانوا على ما هم عليه وما هم فيه من فلسفة ومعارف، لم يصلوا إلى ما وصل إليه العرب من سلامة الفطرة، وحرية الضمير، وسمو الروح.
- الذكاء والفطنة:

فقد كانت قلوبهم صافية، لم تدخلها تلك الفلسفات والأساطير والخرافات التي يصعب إزالتها، كما في الشعوب المجاورة، فكأن قلوبهم كانت تعد لحمل أعظم رسالة في الوجود، وهي دعوة الإسلام الخالدة، ولهذا كانوا أحفظ شعب عرف في ذلك الزمن، وقد وجه الإسلام قريحة الحفظ والذكاء إلى حفظ الدين وحمايته، فكانت قواهم الفكرية، ومواهبهم الفطرية مذخورة فيهم، لم تستهلك في فلسفات خيالية، وجدال بيزنطي عقيم، ومذاهب كلامية معقدة، وكان من أمر فطنتهم أنهم يستخدمون الإشارة فضلا عن العبارة، وشواهد ذلك كثيرة.
- الكرم والسخاء:

كان هذا الخُلُق متأصلا في العرب، وكان الواحد منهم لا يكون عنده إلا فرسه، أو ناقته، فيأتيه الضيف، فيسارع إلى ذبحها، أو نحرها له، وكان بعضهم لا يكتفي بإطعام الإنسان بل كان يطعم الوحش، والطير، وكرم حاتم الطائي سارت به الركبان، وضربت به الأمثال.
- المروءة والنجدة:

كانوا يتمادحون بالموت قتلًا، ويتهاجون بالموت على الفراش؛ قال أحدهم لما بلغه مقتل أخيه: إن يقتل فقد قتل أبوه وأخوه وعمه؛ إنا والله لا نموت حتفًا، ولكن قطعًا بأطراف الرماح، وموتًا تحت ظلال السيوف:
وكان العرب لا يقدمون شيئا على العز وصيانة العرض، وحماية الحريم، واسترخصوا في سبيل ذلك نفوسهم؛ قال عنترة العبسي:
وقال عنترة:
وكان العرب بفطرتهم أصحاب شهامة ومروءة، فكانوا يأبون أن يستغل القوي الضعيف، أو العاجز، أو المرأة أو الشيخ، وكانوا إذا استنجد بهم أحد أنجدوه، ويرون من النذالة التخلي عمن لجأ إليهم.
- عشقهم للحرية، وإباؤهم للضيم والذل:

كان العربي بفطرته يعشق الحرية، يحيا لها، ويموت من أجلها؛ فقد نشأ طليقًا لا سلطان لأحد عليه، ويأبى أن يعيش ذليلًا، أو يمس في شرفه وعرضه ولو كلفه ذلك حياته؛ فقد كانوا يأنفون من الذل ويأبون الضيم والاستصغار والاحتقار، وتتكرر تلك القيمة مرارا في الشعر الجاهلي، ولاتجد شعوبا أخرى تتسلط عليهم وتحتلهم طوال تاريخهم، وأشاد هيرودوتس بحب العرب للحرية، وحفاظهم عليها ومقاومتهم لأية قوة تحاول استرقاقهم واستذلالهم.
- الوفاء والصدق:

أما وفاؤهم: فقد قال النعمان بن المنذر لكسرى في وفاء العرب: «وإن أحدهم يلحظ اللحظة ويومئ الإيماء فهي وَلث وعقدة لا يحلها إلا خروج نفسه، وإن أحدهم يرفع عودًا من الأرض فيكون رهنًا بدينه فلا يُغلق رهنه ولا تخفر ذمته، وإن أحدهم ليبلغه أن رجلًا استجار به، وعسى أن يكون نائيا عن داره، فيصاب، فلا يرضى حتى تفنى تلك القبيلة التي أصابته، أو تفنى قبيلته لما أخفر من جواره، وإنه ليلجأ إليهم المجرم المحدث من غير معرفة ولا قرابة فتكون أنفسهم دون نفسه وأموالهم دون ماله».
والوفاء خلق متأصل بالعرب، فجاء الإسلام ووجهه الوجهة السليمة، فغلظ على من آوى محدثًا مهما كانت منزلته وقرابته؛ قال رسول الله: «لعن الله من آوى محدثا».
ومن القصص التي توضح شيمة الوفاء عندهم: «أن الحارث بن عباد قاد قبائل بكر بن وائل لقتال تغلب وقائدهم المهلهل الذي قتل بجيرًا ولد الحارث، وقال: (بؤ بشسع نعل كليب) في حرب البسوس، فأسر الحارث مهلهلًا وهو لا يعرفه، فقال دلني على مهلهل بن ربيعة وأخلي عنك، فقال له: عليك العهد بذلك إن دللتك عليه، قال: نعم قال: فأنا هو، فجز ناصيته وتركه»، وهذا وفاء نادر ورجولة تستحق الإكبار. ومن وفائهم: أن النعمان بن المنذر خاف على نفسه من كسرى لما منعه من تزويج ابنته فأودع أسلحته وحرمه إلى هانئ بن مسعود الشيباني، ورحل إلى كسرى فبطش به، ثم أرسل إلى هانئ يطلب منه ودائع النعمان، فأبى، فسير إليه كسرى جيشًا لقتاله فجمع هانئ قومه آل بكر وخطب فيهم؛ فقال: «يا معشر بكر، هالك معذور، خير من ناج فرور؛ إن الحذر لا ينجي من قدر، وإن الصبر من أسباب الظفر، المنية ولا الدنية، استقبال الموت خير من استدباره، الطعن في ثغر النحور، أكرم منه في الأعجاز والظهور، يا آل بكر قاتلوا فما للمنايا من بد»، واستطاع بنو بكر أن يهزموا الفرس في موقعة ذي قار، بسبب هذا الرجل الذي احتقر حياة الصغار والمهانة، ولم يبال بالموت في سبيل الوفاء بالعهود.
- الصبر على المكاره وقوة الاحتمال، والرضا باليسير:

كانوا يقومون من الأكل ويقولون: البطنة تذهب الفطنة، ويعيبون الرجل الأكول الجشع؛ قال شاعرهم:
وكانت لهم قدرة عجيبة على تحمل المكاره والصبر على الشدائد، وربما اكتسبوا ذلك من طبيعة بلادهم الصحراوية الجافة، قليلة الزرع والماء، فألفوا اقتحام الجبال الوعرة، والسير في حر الظهيرة، ولم يتأثروا بالحر ولا بالبرد، ولا وعورة الطريق، ولا بعد المسافة، ولا الجوع، ولا الظمأ، ولما دخلوا الإسلام ضربوا أمثلة رائعة في الصبر والتحمل، وكانوا يرضون باليسير؛ فكان الواحد منهم يسير الأيام مكتفيا بتمرات يقيم بهنّ صلبه، وقطرات من ماء يرطب بهنّ كبده.
- قوة البدن وعظمة النفس:

واشتهروا بقوة أجسادهم مع عظمة النفس وقوة الروح، وإذا اجتمعت البطولة النفسية إلى البطولة الجسمانية صنعتا العجائب، وهذا ما حدث بعد دخولهم في الإسلام. كما كانوا ينازلون أقرانهم وخصومهم، حتى إذا تمكنوا منهم عفوا عنهم وتركوهم، يأبون أن يجهزوا على الجرحى، وكانوا يرعون حقوق الجيرة، وخاصة رعاية النساء والمحافظة على العِرض؛ قال شاعرهم:
وكانوا إذا استجار أحد الناس بهم أجاروه، وربما ضحوا بالنفس والولد والمال في سبيل ذلك.

## الحالة الثقافية

### الديانة
في الفترة التي سبقت الإسلام كان معظم العرب قد فقدوا تعاليم أنبياء الله إليهم؛ مثل: هود وصالح، كما ضعفت تعاليم الحنيفية دين أبيهم إبراهيم، وأصبحوا على الوثنية يعبدون الأصنام، وكان منهم قلة دانت بالمسيحية واليهودية،وقلة أخرى ضئيلة دانت بديانات الصابئة والحنيفية.
- الوثنية

كان في مكة 360 صنمًا منثورًا حول الكعبة؛ فقد كان لكل قبيلة أو عشيرة عربية صنمها الخاص بها، وكان هناك أصنام مميزة كاللات والعزى ومناة، وثلاثتها كن يعتبرن بنات الله، وأساف ونائلة، وهما صنمان لهما أسطورتهما الخاصة بهما، وهناك أصنام أخرى ذكرها القرآن، وكانت تحظى بمكانة خاصة عند العرب، وهي: ود[ ؟ ]، وسواع، ويغوث، ويعوق، ونسر ﴿وَقَالُوا لَا تَذَرُنَّ آلِهَتَكُمْ وَلَا تَذَرُنَّ وَدًّا وَلَا سُوَاعًا وَلَا يَغُوثَ وَيَعُوقَ وَنَسْرًا ۝٢٣﴾ [نوح:23]، كما كان هناك كبير الآلهة هُبَل، وهو الموازي للإله الكنعاني بعل، وللإله اليوناني زيوس.
كانت الألوهية العليا في جاهلية العرب قبل الإسلام منوطة بالله وحده، وكانوا يبجلونه كقوة مسيطرة نافذة، ولكنه يستعين بشركاء له في تأدية مهماته المقدسة وهم الأصنام التي كانوا يتقربون إليها حسب حاجتهم لكل منها.
- الحنيفية

الحنيفية هي ملة إبراهيم، وتصنف إلى جانب اليهودية والمسيحية كديانة سماوية، على الرغم من الخلاف حول وجودهم التاريخي بين بعض الباحثين. كما يعتقد أن النبي محمدًا نفسه كان حنيفيًّا قبل أن توحى إليه رسالة الإسلام.
- المسيحية

انتشرت المسيحية على نطاق واسع بين عرب الشام والعراق، ووجدت عدة أسقفيات على المذهب النسطوري في شرق الجزيرة العربية، وهي أسقفية هجر، وأسقفية سماهيج، وأسقفية عراد، وأسقفية مازون، أما في غرب الجزيرة العربية فقد كانت نجران مركز المسيحية هناك.
من مشاهير المسيحيين العرب:
- رهبان القدس
- ماريس[33]
- إلياس أسقف القدس ت: (518م)[34]
- صفرونيوس أسقف القدس؛ توفي (11 مارس 638م)[35]

### الأدب
أشهر شعراء الجاهلية:
- امرؤ القيس الكندي
- عنترة بن شداد
- المهلهل بن ربيعة
- عروة بن الورد
- الخنساء
- أوس بن حجر
- الأعشى
- زهير بن أبي سُلمَى
- عمرو بن كلثوم
- الحارث بن حلزة اليشكري
- لبيد بن ربيعة العامري
- طَرَفة بن العبد
- عبيد بن الأبرص
- النابغة الذبياني

### العلوم

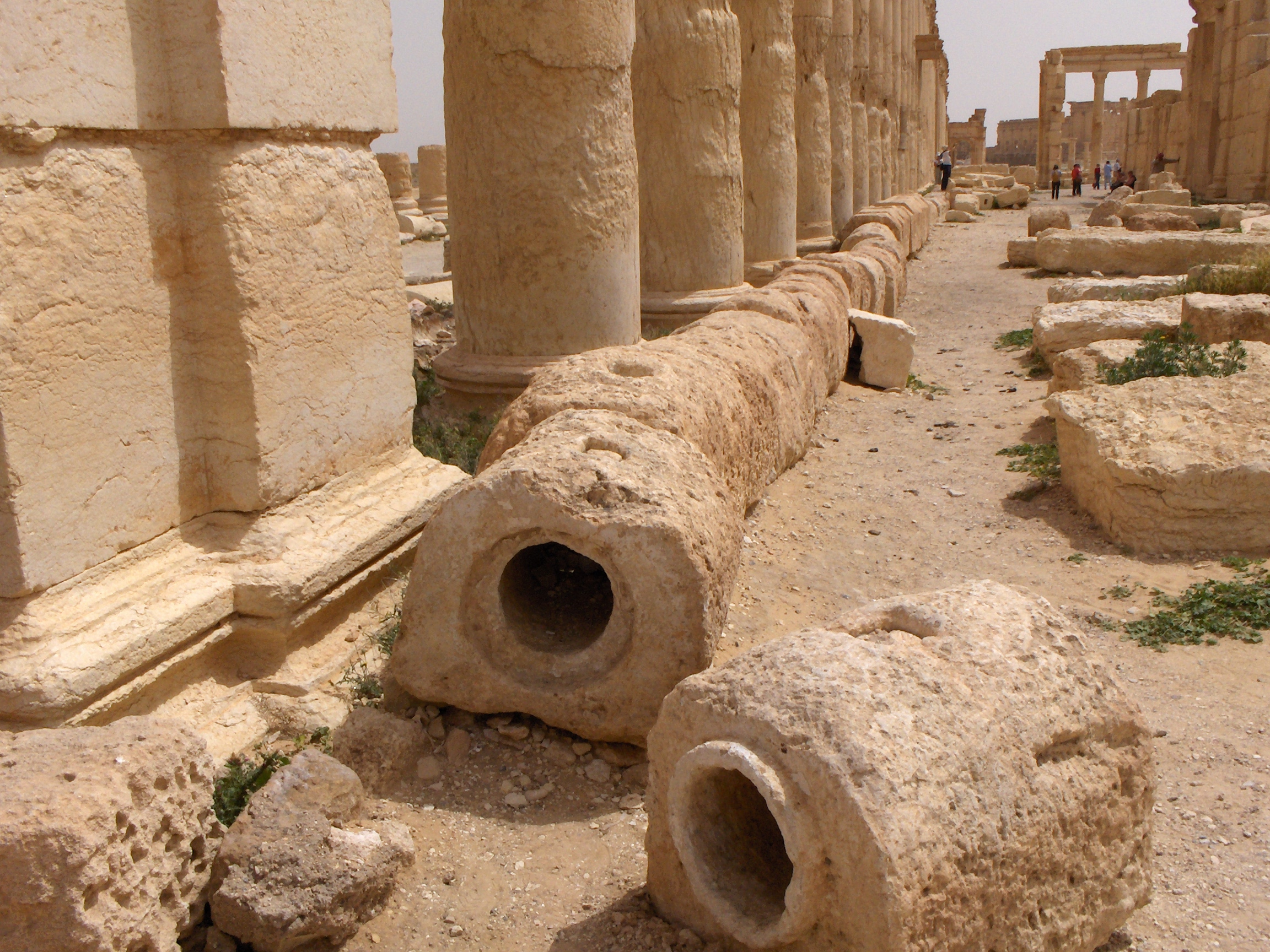
جزء من شبكة أنابيب مياه في تدمر.

بالرغم من عدم وجود مخطوطات علمية ترجع للعصور الجاهلية هنالك مايدل على أنه كان لديهم علوم متوارثة في مجالات مختلفة؛ في مجال الفلك الذي كان الجاهليون يدعونه «علم الأنوار»، فعرفوا مواقع النجوم واستدلوا بها للاهتداء إلى مسالكهم في البر والبحر، ولهم معرفة في أوقات ظهور الكواكب؛ حيث كانوا يعبدون بعض الكواكب، وخاصة «الزهرة» التي تظهر في أوقات محددة، والتي مثلوها بصنم هو «العزى». وفي مجال الرياضيات يذكر أن فيثاغورس كان قد زار ضمن رحلته بلاد العرب ليتعلم من حكمة أهلها؛ إذ كان العرب أمة تجارية فلاشك أنهم استخدموا أنماطًا كثيرة من علوم الرياضيات ومنها الجبر؛ يقول الشاعر الجاهلي النابغة الذبياني:
فتتكون لدينا معادلة جبرية:
{\displaystyle {\cfrac {X}{2}}+X+1=100}
وفي مجال الطب برع في العصر الجاهلي بعض الأطباء؛ منهم:
- ابن أبي رمثة التميمي
- الحارث بن كلدة
- النضر بن الحارث
- ضماد والشفاء بنت عمرو
- ابن حزيم

وفي مجال البيطرة:
- العاص بن وائل

ويعتبر يومُ 27 سبتمبر/ أيلول، في تقويم القديسين، يومَ صوم لذكرى استشهاد طبيبين من النصارى العرب؛ هما: «كوسماس» و«ديماس»، عام 303م في فترة الاضطهاد الروماني للنصارى، ويذكر التلمود أن اليهود كانوا يطلبون خبرة العرب في مجال الطب. وفي مجال هندسة المياه نجد أنهم قد ابتكروا نظام القنوات المائية (الأفلاج)، حوالي 1000 ق.م، وأقاموا السدود منذ وقت مبكر، وأشهر تلك السدود هو سد مأرب الذي يغذي بشبكة قنواته حوالي 72 كم2، وقد اكتشفت نماذج أولية من محركات هيدروليكية في معبد أوام.

## الحالة الاقتصادية
اقتصاد الجزيرة العربية في ذلك الوقت كان يعتمد على شبكة التجارة العربية القديمة، وبالإضافة لذلك هناك نشاطات اقتصادية متعددة؛ منها الزراعة التي ازدهرت في بعض المناطق، بالرغم من عدم وجود أنهار دائمة في الجزيرة العربية؛ فاستعمل العرب قديما أنظمة السدود وقنوات الري، خصوصا في اليمن وشرق الجزيرة العربية ووادي القرى شمال الحجاز والطائف التي تعتبر فرضة أهل مكة، وتلك المناطق أنتجت أصنافا من الحبوب والفاكهة، أما الزراعة في الأقسام الأخرى من الجزيرة العربية فقد اعتمدت على زراعة نخيل التمر بشكل أساسي. وكان اقتصاد مكة متينا؛ حيث كانت مركزًا تجاريًّا ودينيًّا هامًّا، نظرًا لمرور القوافل التجارية القادمة من الشمال والجنوب بها، وترجع أهميتها الدينية لوجود الكعبة المقدسة فيها، والتي يفد إليها الحجاج كل عام، مما كان يساعد على الازدهار الاقتصادي كذلك.
كانت قريش أهل تجارة قد أوسر سادتها من ورائها؛ فكانت عيرهم تنطلق صيفا إلى الشام ومصر، وشتاء كانت هذه القوافل تتجه جنوبا إلى اليمن. وكانت القوافل التجارية الكبرى تتجه غادية رائحة، فكانت تمر بأطراف شبه الجزيرة العربية على ثلاثة محاور رئيسية؛ فكان هناك طريق القوافل الجنوبي الشمالي، حيث كانت تقطعها من جدة في الحجاز إلى الشام وسيناء ومصر، وكان الطريق الثاني يقع في أطراف شرق الجزيرة العربية متجها من الخليج العربي جنوب العراق ليصل بلاد الرافدين شمالا، ليعرج منها إلى دمشق، وأما الطريق الثالث فكان يقع في غرب الجزيرة العربية ويمر بمحاذاة ساحل البحر الأحمر، ويبدأ من اليمن عبر جدة، فيثرب ليتجه شمالا إلى الشام مرورا بالبتراء. وهذه الرحلات الموسمية صيفا وشتاء ظل عليها العرب مبقين، ونزلت فيها سورة قريش.

## العمارة
تتسم العمارة عند العرب قبل الإسلام بالطابع الشخصي أكثر بكثير من الطابع الملكي المركزي؛ فتكثر البقايا العمرانية التي تعود لأفراد عاديين كبقايا البيوت في المستوطنات القديمة، بينما تقل آثار الدول من معابد كبيرة ومسارح وغيرها بشكل واضح. بنيت معظم المساكن والمنشآت باللبن[ ؟ ] فوق أسس من الحجر، لذلك تم الكشف عن أسس العديد من المستوطنات، وكان فن العمارة قد ازدهر بشكل خاص في جنوب وشمال غرب الجزيرة العربية، ومن أجمل آثارهم مدينة البتراء المنحوتة في الصخر والمدن الرومانية القديمة في تدمر وجرش وبصرى.

## الفنون

### الموسيقى والغناء
الأدوات المستخدمة:
1. الطنبور[ ؟ ].
2. العود[ ؟ ]، أنواعه:
  1. المزهر وهو ذو تجويف جلدي.
  2. الكران.
  3. البربط (ويعني صدر البطة).
  4. الموتر.
3. الجنك وهو يشبه القانون.
4. المعزفة وهي نوع من أنواع القانون.

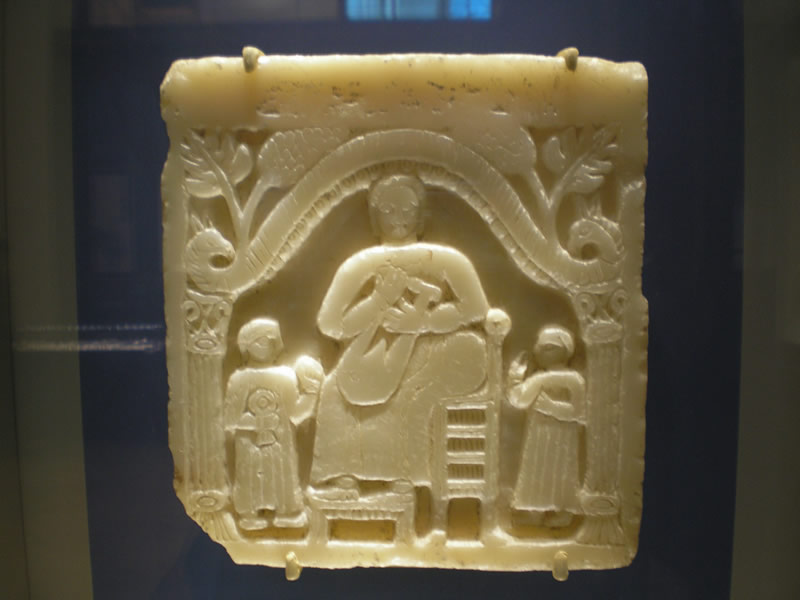
مشهد موسيقي من العهد القتباني.

5. المربع وهو غالبا القيثار المربع ذو التجويف المنبسط.

### الرسم والفسيفساء

أشكال هندسية مرسومة على جدار معبد "الحقة"، اليمن.

عثر الباحثون على رسومات ومخربشات حجرية، منذ زمن ما قبل التاريخ في عدة مواضع من شبه الجزيرة العربية؛ تعكس تلك الرسومات مشاهد صيد وقتال، أو تصوير لأشجار وحيوانات. يذكر أن المناذرة كانوا يستخدمون الرسومات في قصورهم وفي كنائسهم في الحيرة، وبالرغم من هدم قصور الحيرة، لاستخدام موادها من أخشاب وأعمدة وطابوق لإعمار الكوفة الإسلامية، كشفت الحفريات في بداية القرن العشرين عن أساسات جدران مطلية بالجص عليها رسومات نباتية، كما عثر على رسومات في قرية الفاو عاصمة كندة، وفي البتراء وبصرى، وفي «قصر شقر الملكي» في شبوة. ازدهر فن الفسيفساء في مملكة الأنباط، واستمر ازدهاره حتى العصور المسيحية، وهناك عدد كبير من اللوحات الفسيفسائية صنعها سكان تلك المناطق، وخاصة في أم الرصاص وجرش والنتل ومادبا، وهناك لوحات فسيفسائية ترجع لزمن الغساسنة؛ منها فسيفساء كنيسة «سرجيوس» في النتل، ويذكر الإخباريون وجود لوحات من الفسيفساء في كنائس المناذرة في الحيرة، لكن لم يبق منها أثر، أما في جنوب الجزيرة العربية فليس هناك إلا مثالان للوحات فسيفسائية، بها أشكال هندسية، وترجع لزمن القتبانيين[ ؟ ].

## الحالة السياسية

الإمبراطورية التدمرية (باللون الأصفر).

العلاقات البينية للممالك والشعوب العربية القديمة متعددة وتشتمل على العلاقات السياسية والاقتصادية والثقافية. في مجال العلاقات السياسية لممالك جنوب الجزيرة العربية نجد أن هذه الممالك تحاربت وتوحدت مرارا عبر التاريخ، كما أرسلت بعثاتها فيما بينها وإلى العرب الشماليين؛ من ذلك حضور ممثلي مملكة سبأ تتويج العزيلط ملك مملكة حضرموت، ونجد أن العزيلط في وقت لاحق قد استقبل وفودا من تدمر ومن قريش، وكذلك قيام حرب بين قوات ملك كرب يعفر ملك حمير من طرف وقوات المنذر بن امرئ القيس ملك المناذرة والثائرين معه في الطرف الآخر، والتي حدثت في «مأسل الجمح» عام (516م)، وللحميريين حملات أخرى في شبه الجزيرة العربية؛ منها حملتهم (360م) على يبرين (شرق الجزيرة العربية) وجو[ ؟ ] (تسمى اليمامة الآن شمال شرق الجزيرة العربية) والخرج (وسط الجزيرة العربية)؛ حيث اشتبك الحميريون مع قبائل معروفة؛ منها: إياد[ ؟ ] ومعد وعبد القيس ومراد، وكانت هزيمة القبيلتين الأخيرتين في «سيان» شمال شرق مكة، بين أرض نزار وأرض غسان بحسب النقش، ونجد زيارة أبو كرب أسعد لديار معد بمناسبة تنصيب مسؤولين لقبيلتهم، ونجد نقش نفس الملكين في «مأسل» كذكرى لمرورهم في تلك الأراضي مصطحبين معهم أعيان دولتهم، وكذلك بعثة شمر يرعش إلى مالك ملك الأزد التي أكملت طريقها إلى المدائن وسلوقية.

قبيل الإسلام انهارت ثلاث دول عربية قديمة؛ هي: مملكة حمير (525 م) ومملكة الغساسنة (583 م) ومملكة المناذرة (609 م)، وكانت كل واحدة منهن فيما سبق تؤلف دولة تحكم أراضيها وتمد سيطرتها على مناطق أخرى، بواسطة قبائل تحكمها تلك الحكومات بشكل مباشر، ويكون استتباع هذه القبائل هو بتبادل المصالح؛ فتوفر الدول المال للقبائل للحفاظ على طرق شبكة التجارة العربية، والتي كانت الشريان الأساسي لاقتصاد الجزيرة العربية من قطاع الطرق، سواء بواسطة الصعاليك الخلعاء أو حتى بواسطة القبائل الأخرى والتي لم تكن تنظر لهذا العمل على أنه جريمة بل فخر؛ حيث يحصل قاطع الطريق على المال لأهله وعشيرته من قوم لا تربطه بهم صلة دم أو دين. وتشترك القبائل المحكومة من قبل تلك الدول مع هذه الدول في حروبها، وفي المقابل توفر هذه الدولة الحماية للقبائل؛ فتعلن الحرب على من يتهجم على القبائل ويتحرش بها، فكان سقوط هذه الدول القوية قبيل البعثة إيذانا بحالة من عدم الاستقرار والحروب بين تلك القبائل التي لا تجد غير العنف لفرض هيبتها؛ فلو أحس الآخرون ضعفا استخفوا بها وهاجموها، وقد ترسخت هذه المعطيات السياسية فيما بعد على شكل قيم متوارثة؛ فيقول الشاعر الجاهلي زهير بن أبي سلمى: 
طبيعة الحكم داخل مجتمعات كمكة هو النظام العشائري؛ حيث يتشارك أعيان تلك العشائر القوية بالحكم عبر النقاش، وفي حالة مكة فإن هناك مجلسًا هو دار الندوة؛ يلتقي فيه الأعيان ويناقشون الأمور الداخلية، مثل فض المنازعات بين الأفراد، والأمور الخارجية؛ مثل الحروب وعقد الأحلاف وتنظيم التجارة.

## التاريخ العربي القديم

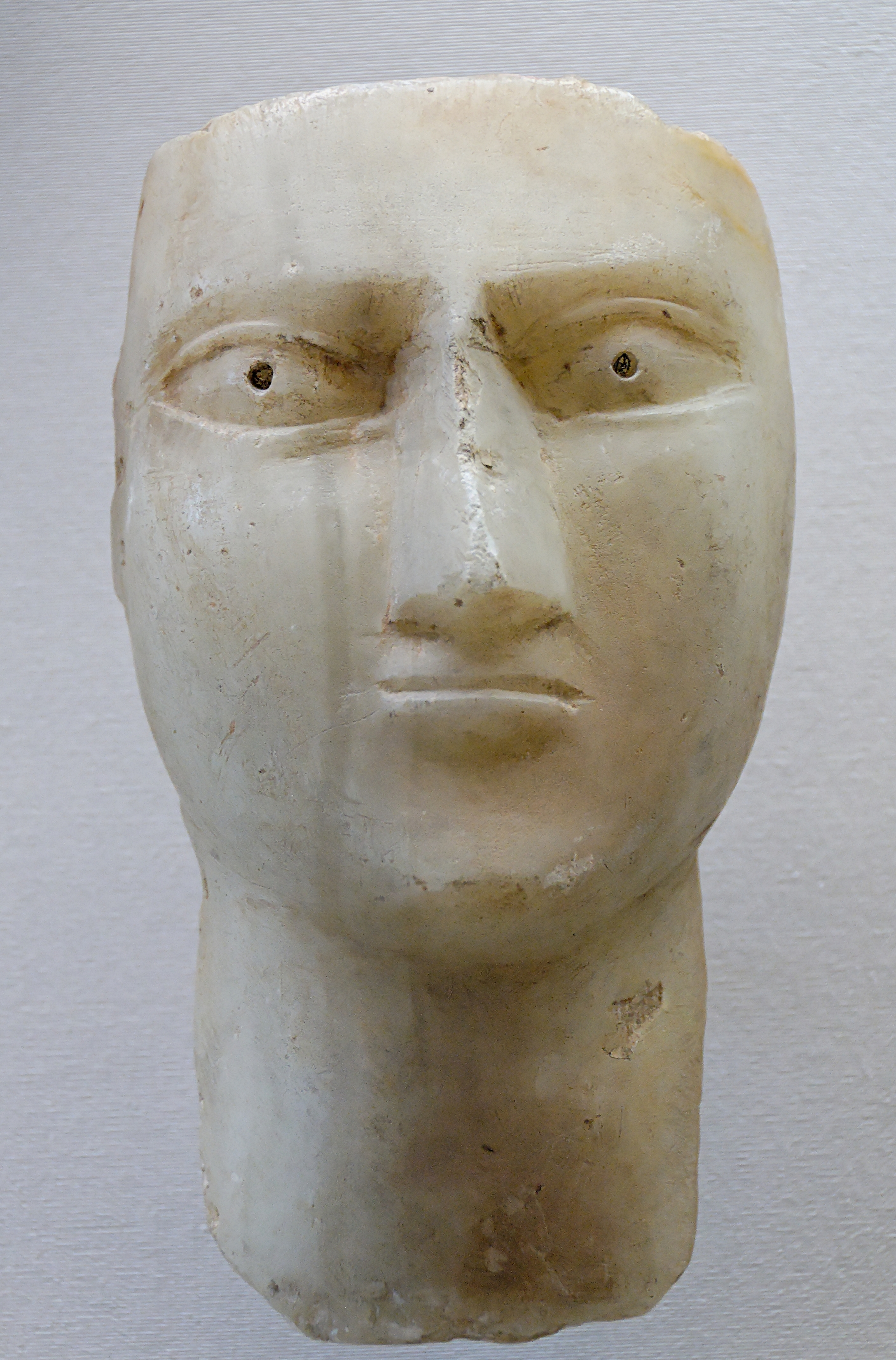
رأس تمثال من المرمر يعود للقرن الثالث قبل الميلاد من جنوب شبه الجزيرة العربية

التاريخ العربي القديم من فروع علم التاريخ، ويقصد به فترة ما قبل الإسلام، ويقوم على أساس المكتشفات الأثرية من نقوش وأختام ومبانٍ قديمة. وقد اهتم علماء الغرب بدراسة التاريخ القديم للعرب، وجمعوا العديد من النقوش والمخلفات الأثرية من جزيرة العرب وأطرافها.
ويعد المستشرق الدانماركي كرستنس فون هافن، أستاذ اللغات السامية في جامعة غوتينغن الألمانية، أول من وجه الأنظار إلى الكشف عن عادات بلاد العرب الجنوبية؛ إذ أقنع ملك الدنمرك سنة 1756م بتكوين بعثة علمية تطوع هو للاشتراك فيها،
وقد أيقظت هذه الرحلة فضول المستشرقين والرحالة، فتتالت البعثات الأثرية إلى اليمن وشمال الجزيرة العربية. ولقد اهتمت الجامعات السعودية مؤخرا بهذا العلم؛ فقامت جامعة الملك سعود بعدد من الاكتشافات الأثرية في منطقة الفاو عاصمة دولة كندة، على يد الدكتور عبد الرحمن الأنصاري. كما ناقشت جامعة أم القرى مؤخرا رسالة ماجستير مقدمة من الطالب مروان بن غازي شعيب تحت موضوع دولة كندة؛ نشأتها وتطورها وعلاقاتها داخل شبه الجزيرة العربية وخارجها، دراسة تاريخية وحضارية. ولقد سلطت الرسالة الضوء على حقبة تاريخية مهمة من تاريخ الجزيرة العربية.